# António Inverno
António Inverno ComIH (Reguengos de Monsaraz, 27 de Outubro de 1944 - Lisboa, 21 de Julho de 2016), foi um artista plástico português, que se destacou como pintor e serigrafista.

## Biografia

### Nascimento e formação
Nasceu em Reguengos de Monsaraz, em 27 de Outubro de 1944. Aos doze anos de idade mudou-se para Lisboa, e em 1958 ingressou na Escola António Arroio, naquela cidade. Uma vez que as pessoas de fraca capacidade financeira só podiam entrar naquele estabelecimento com recomendações de outros artistas, António Inverno contou com o apoio dos pintores Júlio Pomar e Bernardo Marques. Durante o seu período como estudante, trabalhou como moço de recados para uma companhia publicitária da Sociedade Nacional de Sabões, e foi empregado de Almada Negreiros. Também esteve no atelier do artista Jorge Barradas, na Fábrica de Cerâmica da Viúva Lamego, onde estudou e trabalhou. Entre os seus professores contou com Roberto de Araújo, Manuel Lima, Estrela Faria e Abreu Lima, tendo concluído o curso de gravador litógrafo em 1964.
Em 1968 fez o serviço militar, onde esteve na Guiné-Bissau.

### Carreira artística
Ainda em 1968 voltou a Lisboa, onde colaborou com Rogério Ribeiro e Mário Rafael, e nesse ano foi um dos artistas nomeados para decorar os interiores da sede da Fundação Calouste Gulbenkian, em Lisboa. Em 1969 integrou-se na equipa de Thomaz de Mello, no sector gráfico da Feira Internacional de Lisboa. Em 1970 trabalhou para a revista Seara Nova, onde foi responsável pela divulgação de obras em serigrafia de artistas nacionais contemporâneos. No ano seguinte inaugurou um atelier na Avenida 5 de Outubro, onde foi responsável pela elaboração de maquetas para várias empresas e outras entidades. Iniciou a sua carreira como serigrafista em 1972, tendo colaborado com grandes nomes das artes portuguesas, como Júlio Pomar, Marcelino Vespeira, António Charrua, Eduardo Nery, Maria Keil, Francisco Relógio, Jorge Vieira, Espiga Pinto, Paula Rego, Manuel Cargaleiro, Artur Bual e Mário Cesariny.  Grande parte da sua obra foi centrada na produção de cartazes para o teatro, actividade que o próprio admitiu favorecer, por permitir «uma certa elasticidade mental, porque um indivíduo está sempre a fazer uma maqueta ou outra coisa qualquer». Por exemplo, elaborou os cartazes para a peça O Suicidário, de Nikolai Erdman.
Em 1973 foi um dos fundadores do Ar.Co - Centro de Arte e Comunicação Visual. Em 1972 ou 1973 iniciou um atelier em Lisboa, na Rua da Emenda, onde também organizou diversas tertúlias. Também teve um outro atelier na cidade de Beja, mas foi desalojado. Entre 1974 e 1975 colaborou nas Campanhas de Dinamização Cultural, tendo sido igualmente responsável pela elaboração dos cartazes e pela organização dos eventos de música e de teatro. Em 1976 foi um dos responsáveis pela inauguração do Centro Cultural de Almada, e de 1977 a 1979 organizou e ensinou em cursos de serigrafia em vários pontos do país, orientados para animadores municipais e professores de Educação Visual. Entre 1982 e 1985 fez várias viagens a África no âmbito de um programa de intercâmbio, para escolher os jovens artistas que iriam receber bolsas de estudo para os principais centros culturais na Europa. Entre 1986 e 1990 deu aulas a novos colaboradores no seu atelier na Rua da Emenda, e colaborou com bolseiros da Fundação Calouste Gulbenkian. Em 1993 inaugurou o Centro de Serigrafia António Inverno, e no ano seguinte trabalhou para diversos centros culturais na região do Alentejo, na divulgação de exposições de artes plásticas. Em 2001 foi responsável pela produção do cenário para os estúdios da RTP Internacional, e foi convidado para elaborar um painel da Estação do Areeiro, no Metropolitano de Lisboa. Em Maio de 2015, organizou uma exposição de pintura e de serigrafia na Galeria dos Escudeiros, em Beja. Na altura do seu falecimento, estava a laborar na Escola Superior de Educação de Beja.
Foi sócio da Academia Nacional de Belas-Artes.
Era membro da Maçonaria.

### Falecimento e família
Faleceu em 21 de Julho de 2016, aos 71 anos de idade, num hospital de Lisboa. Teve dois filhos.

## Homenagens
Em 1986, foi homenageado na Galeria de São Bento, por um grupo de artistas de serigrafia e outras artes plásticas.
Em 9 de Junho de 1995, foi condecorado com o grau de comendador na Ordem do Infante D. Henrique.
Também em 1995, recebeu o Prémio Nacional de Pintura da Academia Nacional de Belas-Artes.